# Ruffrè-Mendola
Ruffrè-Mendola (bis 2005 nur Ruffrè, deutsch historisch: Ruffreit) ist eine italienische Gemeinde mit 416 Einwohnern (Stand 31. Dezember 2023) im Nonstal im Trentino. Die Gemeinde umfasst außer der Ortschaft Ruffrè den Mendelpass mit der Ortschaft Mendel. Die Nachbargemeinden sind Kaltern, Sarnonico (deutsch historisch: Sarnunich) und Cavareno. 

## Geschichte

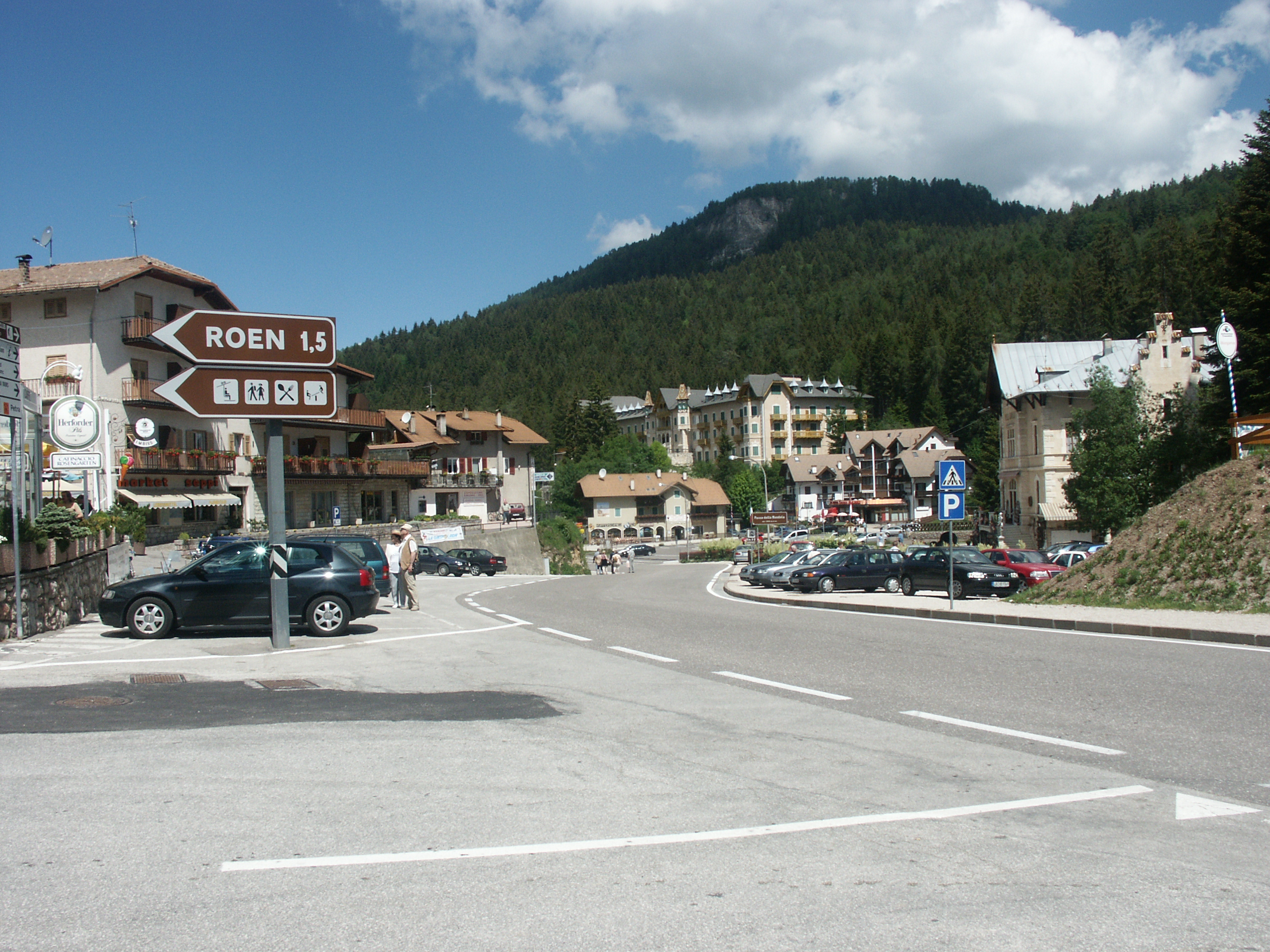
Die Ortschaft am Mendelpass

Die erste Erwähnung Ruffrès als „mansum de Rifreto“ datiert auf das Jahr 1271; aus dem Jahr 1332 ist die Herkunftsbezeichnung „de Rufredo“ bezeugt.
Um 1300 wird eine Kirche zum heiligen Antonius erwähnt, die heutige Pfarrkirche stammt zum Großteil aus dem frühen 15. Jahrhundert. 
Seine Glanzzeit erlebte Ruffreit-Mendel nach 1903, als die Mendelbahn eröffnet wurde. Damit hielt der Tourismus hier Einzug; als sogar einige Angehörige des Hauses Habsburg auf dem Mendelpass einkehrten, verschaffte dies der Örtlichkeit zusätzliches Renommee.

## Persönlichkeiten
- Peter Joseph Kofler (1700–1764), Bürgermeister von Wien
- Ettore Castiglioni (1908–1944), Bergsteiger